# زوي هيلر
زوي هيلر (بالإنجليزية: Zoë Heller)‏ (و. 1965  م) هي مؤلفة، وصحفية، وروائية، وكاتِبة بريطانية.

## التعليم
تعلمت في جامعة كولومبيا، وكلية القديسة حنة ‏.

## وصلات خارجية
- زوي هيلر على موقع IMDb (الإنجليزية)
- زوي هيلر على موقع قاعدة بيانات الفيلم (الإنجليزية)

- زوي هيلر في قاعدة بيانات الأفلام على الإنترنت